# Aublysodon
L'aublisodonte (Aublysodon mirandus), il cui nome significa "dente scorrevole all'indietro", è un genere di carnivoro rinvenuto dalla formazione Judith River in Montana, dato che è vissuto lì durante il tardo Cretaceo (circa dai 75 ai 65 milioni di anni fa) dal Campaniano al Maastrichtiano.

## Scoperta e specificazione
L'unica specie conosciuta, è l' ''Aublysodon mirandus'', è stato nominato dal paleontologo Joseph Leidy nel 1868. È ormai considerato discutibile, perché il tipo di campione è costituito solo da un osso premascellare (anteriore) del dente. Anche se questo esemplare è considerato un'identità dubbia, i suoi denti sono stati assimilati ritrovati in tutti gli Stati Uniti occidentali in Canada e Asia. Questi denti certamente appartengono ai Tyrannosauridae giovani, ma la maggior parte non sono stati identificati ad altre specie. Tuttavia, è probabile che il tipo di dente dell'A. mirandus appartiene ad una delle specie più conosciute come il Daspletosauro, dato che era stato ritrovato nelle stesse formazioni, e che questo corrisponderebbe ai dettagli specifici del dente originale, dato che questo genere che faceva parte di una nuova sottofamiglia di Tyrannosauridae chiamata Aublysodontinae, conosciuta per la mancanza della dentellatura dei denti intermascellari che potrebbero essere stati causati da un'usura dei denti nella vita, per colpa dell'abrasione o della digestione su ciò di cui si nutrivano. La maggior parte degli altri "Aublysodontinae" potrebbero essere dei generi o dei omorphia sessuali di altri Tirannosauridi. A parte che la specie A. mirandus nel corso degli anni, insieme ad altre specie, è stata reindirizzata ad altri generi. Questi sono ora tutti considerati di identità dubbia o che appartengano ad altre specie oppure no.

## Descrizione
Come molti dinosauri rinvenuti nel XIX secolo sono stati nominati per i denti isolati; tali generi includono Trachodon, Palaeoscincus, e il Troodonte. Anche prima dei calanchi del Nord America hanno iniziato a osservare le ossa di Tirannosauro Rex, di molti denti ritrovati in molte località nella parte occidentale degli Stati Uniti ha rivelato la presenza di grandi dinosauri predatori.
Nel 1856 Joseph Leidy aveva nominato quattordici denti raccolti da Ferdinando Vandeveer Hayden nel 1854 e il 1855 da Judith River Badlands del Montana come nel caso della specie Deinodon horridus. Nel 1866 Edward Drinker Cope ha scelto tre denti non esatti del dente originale senza sapere a quale specie appartenesse come nel caso del Deinodon horridus che in passato non si sapeva che specie si trattasse. Leidy nominò questi stessi tre denti che appartenevano all' ''Aublysodon'' . Il significato del nome generico è incerta perché Leidy ha dato questo nome senza etimologia o spiegazione del significato inteso. Il nome del genere significa ''Dente scorrevole all'indietro''.